# Colobizus bicolor
Colobizus bicolor là một loài bọ cánh cứng trong họ Cerambycidae.